# Kreis Biedenkopf

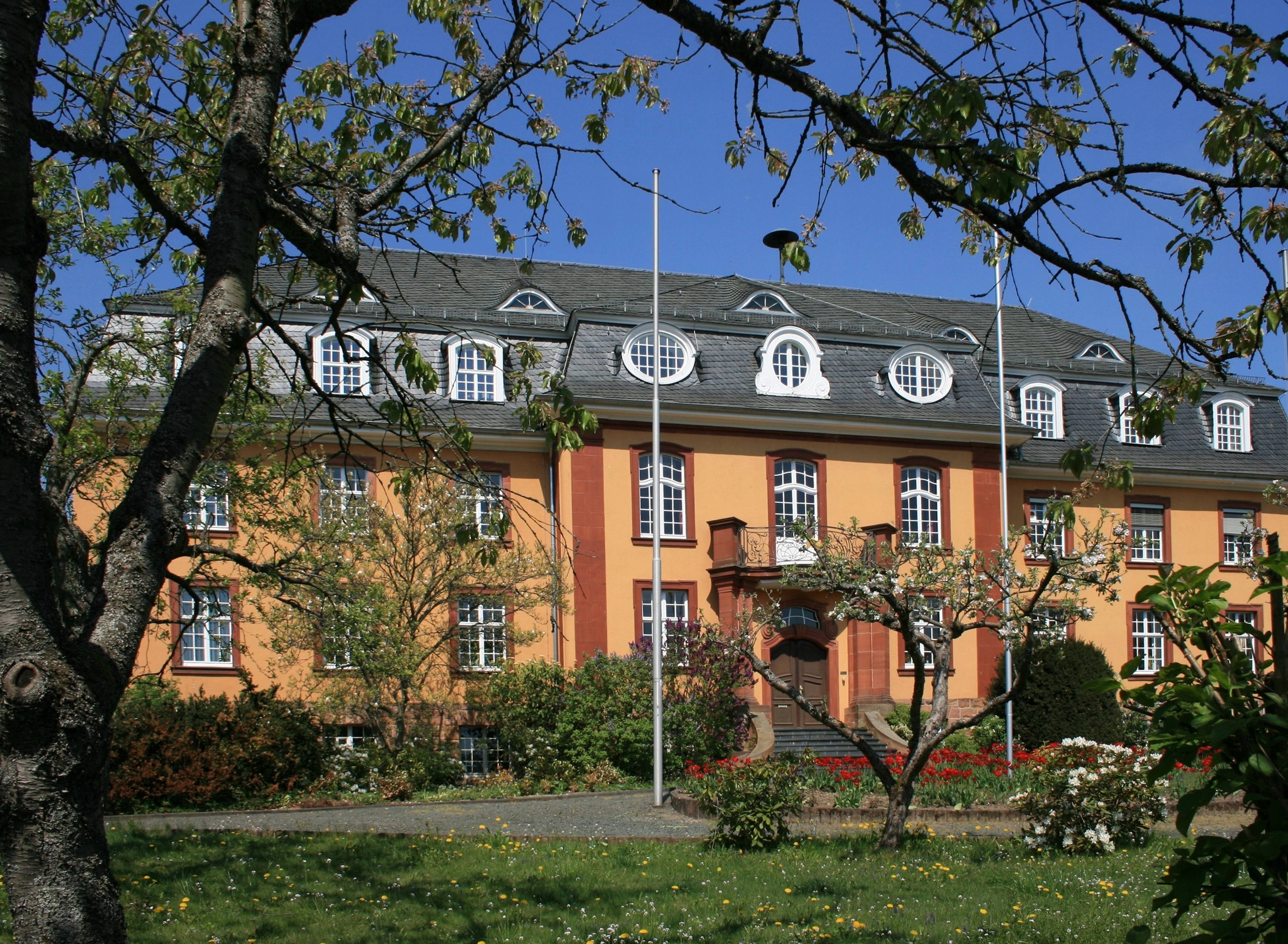
Ehemaliges Kreishaus (Landratsamt) in Biedenkopf (erbaut 1924–1925)

Der Kreis Biedenkopf (1933–1974 Landkreis Biedenkopf, zeitweise Hinterlandkreis, heute auch Altkreis Biedenkopf) war bis 1974 ein Landkreis in Hessen. Sein ehemaliges Gebiet gehört heute zum Landkreis Marburg-Biedenkopf. Kreisstadt war die namensgebende Stadt Biedenkopf.
Der Kreis wurde am 6. Juni 1832 durch ein großherzoglich-hessisches Edikt geschaffen und umfasste im Wesentlichen den nördlichen Teil des Hessischen Hinterlandes. Er ging aus den vorherigen Landratsbezirken Gladenbach, Battenberg und Vöhl hervor. 1974 wurde der Landkreis im Zuge der Gebietsreform in Hessen aufgelöst und mit dem Landkreis Marburg und der kreisfreien Stadt Marburg zum Landkreis Marburg-Biedenkopf zusammengeschlossen.

## Geographie
Der Landkreis grenzte Anfang 1974, im Nordosten beginnend im Uhrzeigersinn, an die Landkreise Landkreis Waldeck-Frankenberg, Marburg und Wetzlar sowie den Dillkreis (alle in Hessen) und an den Kreis Wittgenstein in Nordrhein-Westfalen.

## Geschichte

### Mittelalter
Bis in das 8. Jahrhundert hinein gibt es keine schriftlichen Belege über das Gebiet des Kreises. Allerdings weisen viele Funde auf eine Besiedelung in der Frühlatènezeit oder sogar noch früher hin. Da schon die Zuordnung der Region in Gaue als frühe Gebietseinheiten sehr schwierig ist, ist eine Zuordnung zu einzelnen Grafschaften nahezu unmöglich, da diese oft sehr viele kleine Gemarkungen innehatten und sich dies durch An- und Verkauf, Krieg und Eroberungen oder einfach nur durch Erbschaft häufig änderte.
Das Gebiet des Kreises lag in der damaligen Zeit in dem Hessengau und dem Lahngau, bzw. Oberlahngau. Eine genaue Darstellung der Besitzverhältnisse ist nicht möglich. Aber aus den Lehensverzeichnissen des Adelsgeschlechts Eppstein lässt sich rekonstruieren, dass das Erzstift Köln im 12. Jahrhundert zwischen den Flüssen Perf, Dautphe und Allna Rechte über Unfreie hatten (also Lehnsherren waren). Diese Rechte wurden kurz darauf an die Grafen von Nassau weitergegeben, welche wiederum die Rechte bis spätestens Anfang der 1190er Jahre an die Herren von Eppstein weitergaben.

### Landgrafschaft Hessen
Nach dem Tod des letzten Ludowingers Heinrich Raspe IV. kam es zwischen 1247 und 1263 zum Thüringisch-Hessischen Erbfolgekrieg unter den Nachfolgern der Landgrafen von Thüringen. Erben der Landgrafen von Hessen-Thüringen waren die beiden Töchter Gertrud und Sophie aus der Ehe Landgraf Ludwig IV. (1200–1227) und der ungarischen Königstochter Elisabeth (1207–1231), die 1236 heiliggesprochen, als Hl. Elisabeth in die Geschichte einging. Gertrud war ab 1248 Äbtissin des Reichsklosters Altenberg bei Wetzlar, Sophie hatte einen Sohn Heinrich aus ihrer Ehe mit Herzog Heinrich II. von Brabant. Sophie von Brabant übernahm für ihren unmündigen Sohn die Regentschaft in den hessischen Landen mit Unterstützung der ansässigen Ritterschaft (von Dernbach in Burg Alt-Dernbach und von Bicken in Bicken) und ließ sich in Marburg huldigen. Mit Rückendeckung des Erzbischofs von Mainz verweigerten die Grafen von Nassau den Lehnseid (die Lehnshoheit über die Herrschaft zum Westerwald, Herborner Mark und Haigerer Mark stand den Landgrafen zu). Herzogin Sophie machte die Ansprüche massiv geltend und konnte im Verlauf bis 1263 ihre Ansprüche in Hessen für ihren Sohn gegenüber den Erzbischöfen von Mainz, Trier und Köln sowie den Häusern Nassau und Solms zunächst durchsetzen. Die neue Landgrafschaft Hessen wird 1292 vom Kaiser als von Thüringen unabhängiges, den Herzogtümern gleichgestelltes, Fürstentum bestätigt. Landgraf Heinrich I. von Hessen (* 1244; † 1308) wurde der Stammvater aller hessischen Landgrafen.

#### Dernbacher Fehde
Die Auseinandersetzungen und heftigen Fehden nahmen jedoch kein Ende und zogen sich bis 1336 hin. Sie wurden bekannt als „100jährige Dernbacher Fehde“ zwischen den Grafen von Nassau und dem Erzbischof von Mainz einerseits und den Landgrafen von Hessen und der einheimischen Ritterschaft u. a. „von Dernbach“ und „von Bicken“ andererseits. Es ging dabei um die Durchsetzung der Landeshoheit im späteren Amt Blankenstein, insbesondere in dessen westlichen Teil (heute Gemeinde Bad Endbach), in der Mark Dautphe, dem späteren Amt Biedenkopf, dem Breidenbacher Grund und die Kontrolle der wichtigen Fernhandelsstraße Köln-Leipzig (auch „Brabanter Straße“ genannt), die von Köln über Siegen kommend weiter über die Angelburg, Marburg und Eisenach nach Leipzig zog. Zur Absicherung dieser Fernhandelsstraße und zur Durchsetzung seiner Ansprüche errichtete der Landgraf von Hessen die Burgen Wallenfels, Eisemroth, Hessenwalt bei Roth und Neu-Dernbach als Vorposten zur Abdeckung der Burg Blankenstein und baute Biedenkopf weiter aus.
Innenen- und Außenheege
Bereits in der Zeit von 1297 bis 1307 hatte Hessen die Centen Lohra und Fronhausen, sowie das „Untergericht“ des Amtes Blankenstein durch die 29 km lange Mittelhessische Landheegen (Innenheege) (Landwehr) von der Allerburg bei Rachelshausen bis Odenhausen a.d. Lahn gegen Nassau im Westen geschützt. Nach dem Ende der Fehden wurde mit einer weiteren 16 km langen Landheege (Außenheege) vom Kreuzberg bei Bottenhorn über die Zollbuche bis zur Einmündung in die Innenheege bei der Schneeberger Landstraße östlich von Oberweidbach, zwischen 1359 und 1374 das Blankensteiner Obergericht (heute Bad Endbach) abgesichert. Die damalige Grenzziehung der Außenheege blieb ehemals als Landes- und bis heute als Kreis- und Gemeindegrenze erhalten.
Erbteilungen
Nach mehreren Erbteilungen und Vereinigungen kam es erst durch den Tod Philipp des Großmütigen zu einer dauerhaften Teilung. Danach fiel das Gebiet des Kreises an Ludwig IV. 1307 übergaben die Herren von Breidenbach den Grafen zu Wittgenstein die Orte Ditzrode, Fischelbach, Hesselbach, Niederlaasphe und Puderbach, 1387 auch das Schloss Richstein. Seither stellt diese Konstellation, nördlich des ehemaligen Amtsbezirkes Blankenstein, mehr oder weniger die Westgrenze des Kreises Biedenkopf dar.

### Bildung des Kreises unter Hessen-Darmstadt
Im Großherzogtum Hessen (Hessen-Darmstadt) wurden die Landratsbezirke Battenberg, Vöhl und Gladenbach (Landratsbezirk Gladenbach) am 6. Juni 1832 zum „Kreis Biedenkopf“ vereinigt. Der Bezirk Vöhl behielt einen Sonderstatus und wurde nicht vollständig in den Kreis Biedenkopf integriert.
Nach der Märzrevolution 1848 wurde der Kreis per Verordnung zum Regierungsbezirk Biedenkopf und umfasste die Landratsbezirke „Biedenkopf“, „Gladenbach“, „Battenberg“ und „Vöhl“. Bereits vier Jahre später, 1852, wurde dieser aufgehoben und in die Kreise Biedenkopf und Vöhl überführt.

### Der Kreis wird preußisch

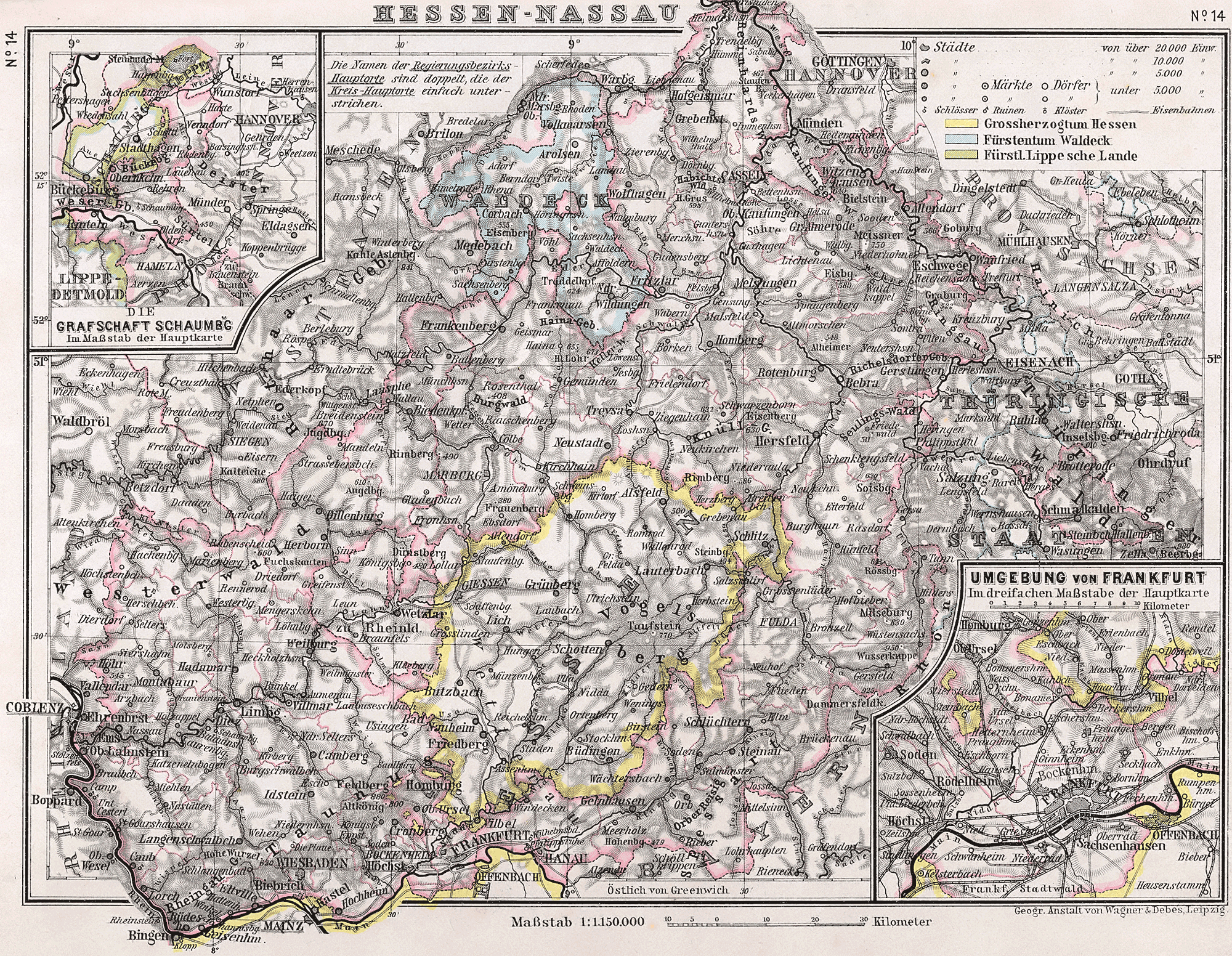
Karte der Provinz Hessen-Nassau

Hessen, 1900. Gelb: Oberhessen

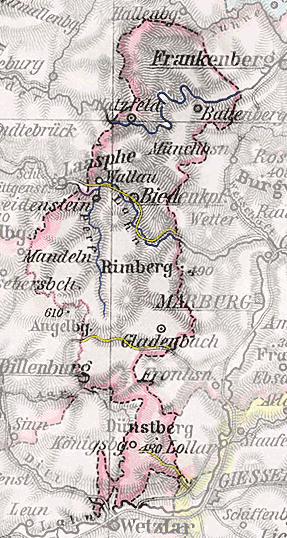
Der Kreis Biedenkopf 1905

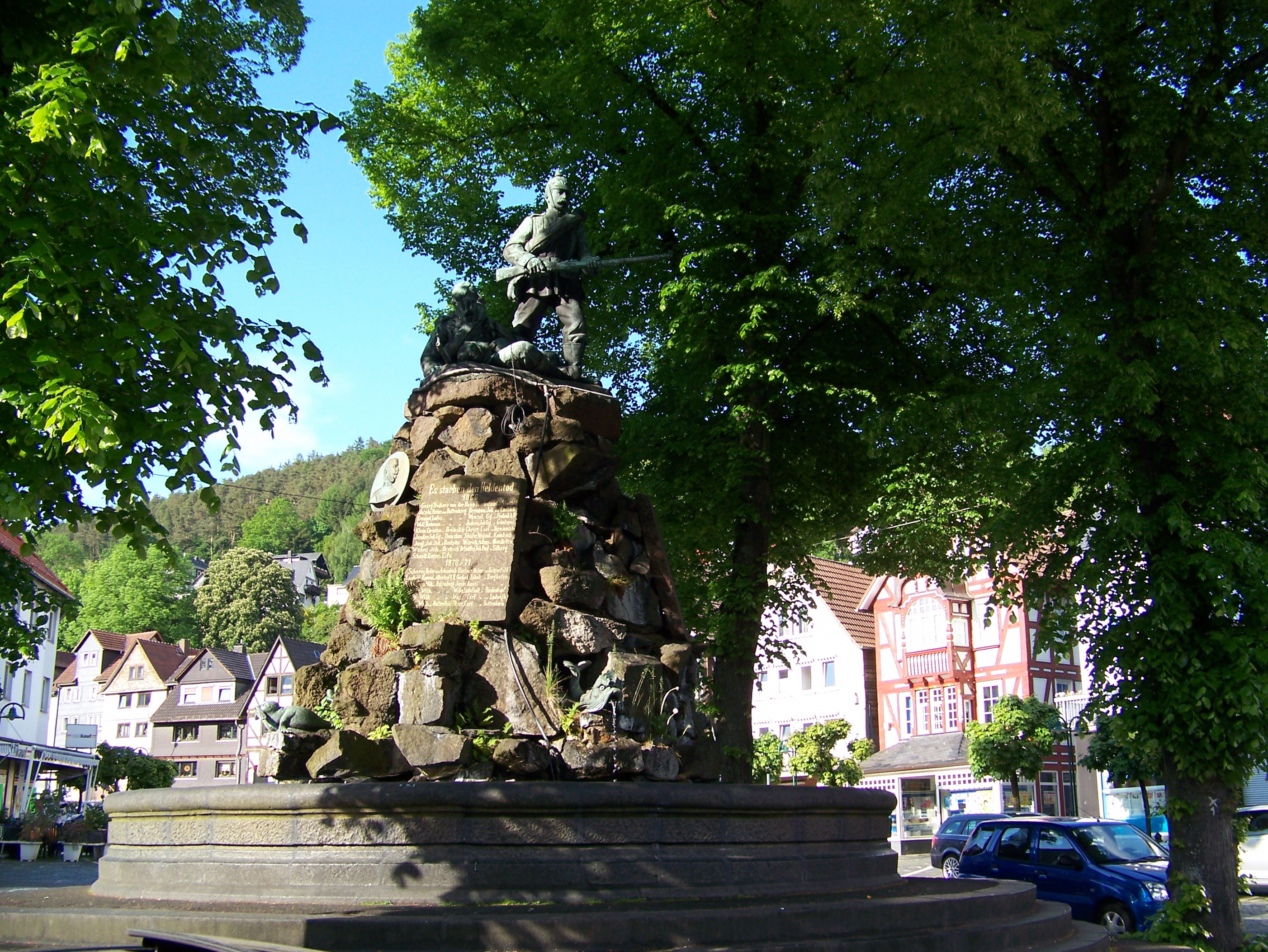
Kreiskriegerdenkmal am Biedenkopfer Marktplatz zum Gedenken an die Gefallenen 1866 und 1870/71

Im Krieg von 1866 kämpfte das Großherzogtum Hessen-Darmstadt auf der Seite Österreichs gegen Preußen und damit auf der Seite der Verlierer. Gemäß Artikel 14 des Friedensvertrages musste Hessen-Darmstadt am 3. August 1866 u. a. den nördlichen Teil des Kreises Gießen mit den Ortschaften Rodheim, Bieber, Hof Haina, Fellingshausen, Frankenbach, Krumbach, Hermannstein, Königsberg, Naunheim, Waldgirmes sowie die Ämter Battenberg, Biedenkopf, Blankenstein, Vöhl und Itter an Preußen abtreten.
Großherzog Ludwig IV. entließ bereits am 17. September 1866 seine bisherigen Untertanen aus dem hessischen Staatsverband. Aber erst am 4. Februar 1867 nahm der preußische Zivilkommissar von Patrow die förmliche Einverleibung (aufgrund des Besitznahme-Patents des Königs von Preußen vom 12. Januar 1867) des neuen Kreises in das Königreich Preußen vor. Aus den ehemaligen Ämtern Battenberg, Biedenkopf und Blankenstein hatte Preußen einen neuen Kreis Biedenkopf geformt. Für einige Monate erhielt der Kreis wegen des historischen Bezuges den Namen „Hinterlandkreis“ (1. Juli 1867 bis 12. August 1867), bis er durch einen Ministerialerlass wieder seinen früheren Namen Kreis Biedenkopf erhielt. Am 22. Februar 1867 wurde die preußische Provinz Hessen-Nassau gebildet, unterteilt in die Regierungsbezirke Kassel und Wiesbaden, mit der Provinzhauptstadt Kassel. Der Kreis kam als zwölfter zum Regierungsbezirk Wiesbaden. Nach 1918 wurde aus dem Königreich Preußen der Freistaat Preußen. Diese Struktur behielt der Kreis bis zum 1. August 1932.

### Drittes Reich bis Ende des Zweiten Weltkrieges
Aufgrund der Vorgaben in den Sparverordnungen des Reichspräsidenten wurde der Kreis nach 100-jährigem Bestehen trotz vehementer Proteste am 1. August 1932 aufgelöst:
- Der Nordteil des Kreises mit den Gemeinden Allendorf (Eder), Battenberg (Eder), Battenfeld, Berghofen, Biebighausen, Bromskirchen, Dodenau, Eifa, Frohnhausen, Hatzfeld (Eder), Holzhausen/Eder, Laisa, Oberasphe, Reddighausen und Rennertehausen kam zum Landkreis Frankenberg im Regierungsbezirk Kassel. Dieses Gebiet entsprach dem ehemaligen Amt Battenberg.
- Der Südteil des Kreises, der umgangssprachlich scherzhaft auch „Pannkuchevertel“ genannt wurde, mit den Gemeinden Fellingshausen, Frankenbach, Hermannstein, Königsberg, Krumbach, Naunheim, Rodheim an der Bieber und Waldgirmes kam zum Landkreis Wetzlar
- Der Hauptteil des Kreises Biedenkopf kam zum neu gebildeten Kreis Dillenburg.

Bereits 1933 wurde der Kreis Biedenkopf wegen heftiger Proteste aus der Bevölkerung durch ein Gesetz wiederhergestellt, wobei die an die Landkreise Frankenberg und Wetzlar gefallenen Gebiete und damit ungefähr 40 % der ehemaligen Fläche nicht in den Kreis zurückkehrten. Der Kreis umfasste nunmehr 66 Gemeinden, darunter die Städte Biedenkopf und Gladenbach.
Der Name Hinterland blieb am Restkreis hängen; er wurde daher auch „Hinterlandkreis“ genannt.
Zum 1. April 1944 wurde die Provinz Hessen-Nassau in Anlehnung an die Reichsverteidigungsbezirke und die Gaue der NSDAP in die neuen Provinzen Kurhessen und Nassau geteilt, wodurch der Landkreis nunmehr zur Provinz Nassau zählte.

### Nachkriegszeit bis zur Auflösung 1974
Nach dem Zweiten Weltkrieg wurde der Landkreis durch die amerikanische Militärregierung am 19. September 1945 Groß-Hessen zugeordnet. Mit der Volksabstimmung am 1. Dezember 1946 über die neue Hessische Verfassung wurde aus Groß-Hessen das Land Hessen, zu dem der Landkreis fortan gehörte. Aus der Provinz Nassau wurde wieder der Regierungsbezirk Wiesbaden. Als der Regierungsbezirk Wiesbaden 1968 aufgelöst wurde, wurde sein Gebiet bis zur Bildung des Regierungsbezirks Gießen 1981 dem Regierungsbezirk Darmstadt zugeordnet.
Die hessische Gebietsreform begann im Landkreis Biedenkopf mit den ersten Gemeindefusionen am 1. Februar 1971. Durch weitere Fusionen, bei denen am 1. April 1972 mit Angelburg und Steffenberg auch zwei neue Gemeinden entstanden, verringerte sich die Zahl der Gemeinden des Landkreises bis Juni 1974 auf 50. Dabei erzählte man sich, dass die Zuschnitte der neuen Großgemeinden bei einem „Brott“, also einem Kartoffelbraten, in Biedenkopf, von Politikern ausgeklüngelt worden seien. Freiwillige Zusammenschlüsse gab es selten und viele Zuschnitte seien nicht nachvollziehbar gewesen.
Am 1. Juli 1974 wurde der größte Teil des Landkreises Biedenkopf mit dem Landkreis Marburg und der kreisfreien Stadt Marburg a. d. Lahn anlässlich der dritten Kreisgebietsreform in Hessen zum neuen Landkreis Marburg-Biedenkopf verschmolzen. Biedenkopf verlor dadurch nach 142 Jahren endgültig den Status einer Kreisstadt. Die Gemeinden Bischoffen, Niederweidbach, Oberweidbach, Roßbach und Wilsbach kamen vom Landkreis Biedenkopf zum Landkreis Wetzlar, während die Gemeinden Roth und Simmersbach zum Dillkreis kamen. Gleichzeitig fanden zum 1. Juli 1974 noch weitere Eingemeindungen statt. Aus dem Landkreis Biedenkopf traten damit letztendlich sieben Gemeinden in den neuen Landkreis Marburg-Biedenkopf ein.
Mit der Neugründung des Landkreises Marburg-Biedenkopf wurden Landschaftsteile wieder politisch vereinigt, die seit 325 Jahren infolge der Familienpolitik der Landgrafen getrennt waren; auch naturräumlich gehören sie zusammen.

## Politik

### Leitende Beamte
Kreisräte (Großherzogtum Hessen)
- 1832–1838 Ludwig Bötticher
- 1838–1848 Eduard Ernst App
- 1848–0000 Adolf Karl Friedrich Wilhelm Trapp
- 1848–1852 gab es im Großherzogtum Hessen keine Kreise, ihre Funktion nahmen größere Regierungsbezirke wahr. Direktor des Regierungsbezirks Biedenkopf wurde ebenfalls Adolf Trapp.
- 1852–1859 Adolf Trapp
- 1859–1866 Ludwig Röder von Diersburg
- 1866–0000 Ludwig Karl Dieffenbach wurde am 9. September 1866 zwar noch ernannt[11], was aber durch den Friedensvertrag vom 3. September 1866 bereits zu diesem Zeitpunkt obsolet war.

Landräte (Preußen)
- 1866–1867 Wilhelm Mayer – kommissarisch
- 1867–1871 Hugo von Strauß und Torney – anfangs kommissarisch
- 1871–1872 Eduard von Viebahn – kommissarisch
- 1872–1893 Ludwig Seyberth
- 1893–1907 Friedrich von Heimburg
- 1907–1919 Julius Daniels
- 1919–1920 Erich Müser
- 1920–0000 Konrad Emil Zorn – kommissarisch
- 1920–1925 Walter Breuer
- 1925–1932 Heinrich Coßmann
- 1933–1937 Alfred Karl Emil Pönisch
- 1937–1945 Karl Burghof
- 1945–0000 Gustav Schmidt
- 1945–1946 Friedrich Reinemann
- 1946–1959 Friedrich Bachmann
- 1959–1974 Siegfried Sorge

### Wappen
| Wappen des Kreises Biedenkopf | Blasonierung: „In Blau ein silberner, goldgekrönter Löwenkopf, der viermal von Silber und Rot geteilt ist.“ |
| Wappen des Kreises Biedenkopf | Wappenbegründung: Das Wappen zeigt den hessischen Löwen als Verweis auf die jahrhundertelange Zugehörigkeit zu Hessen. Statt des ganzen Löwen wurde der Kopf als redendes Element für Biedenkopf gewählt. Das Kreiswappen wurde am 15. Oktober 1935 genehmigt. |

### Flagge
Am 18. Dezember 1959 genehmigte der Hessische Minister des Innern die Flagge mit folgender Beschreibung:

„Zwei rotweiß gedrittelte Bahnen in verwechselten Farben, belegt mit dem Wappen des Landkreises Biedenkopf.“

## Gemeinden
| frühere Gemeinde          | Kreiszugehörigkeit von/bis    | heutige Gemeinde  | heutiger Kreis      | Bemerkung                              |
| ------------------------- | ----------------------------- | ----------------- | ------------------- | -------------------------------------- |
| Achenbach                 | 1832–1848 1852–1932 1933–1974 | Breidenbach       | Marburg-Biedenkopf  |                                        |
| Allendorf an der Eder     | 1832–1848 1852–1932           | Allendorf (Eder)  | Waldeck-Frankenberg |                                        |
| Allendorf b. Gladenbach   | 1832–1848 1852–1932 1933–1974 | Dautphetal        | Marburg-Biedenkopf  |                                        |
| Ammenhausen               | 1832–1848 1852–1929           | Gladenbach        | Marburg-Biedenkopf  | 1929 eingemeindet nach Gladenbach      |
| Angelburg                 | 1972–1974                     | Angelburg         | Marburg-Biedenkopf  | am 1. April 1972 neugebildet           |
| Battenberg, Stadt         | 1832–1848 1852–1932           | Battenberg (Eder) | Waldeck-Frankenberg |                                        |
| Battenfeld                | 1832–1848 1852–1932           | Allendorf (Eder)  | Waldeck-Frankenberg |                                        |
| Bellnhausen               | 1832–1848 1852–1932 1933–1974 | Gladenbach        | Marburg-Biedenkopf  |                                        |
| Berghofen                 | 1832–1848 1852–1932           | Battenberg (Eder) | Waldeck-Frankenberg |                                        |
| Biebighausen              | 1832–1848 1852–1932           | Hatzfeld (Eder)   | Waldeck-Frankenberg |                                        |
| Biedenkopf, Stadt         | 1832–1848 1852–1932 1933–1974 | Biedenkopf        | Marburg-Biedenkopf  |                                        |
| Bischoffen                | 1832–1848 1852–1932 1933–1974 | Bischoffen        | Lahn-Dill-Kreis     |                                        |
| Bottenhorn                | 1832–1848 1852–1932 1933–1974 | Bad Endbach       | Marburg-Biedenkopf  |                                        |
| Breidenbach               | 1832–1848 1852–1932 1933–1974 | Breidenbach       | Marburg-Biedenkopf  |                                        |
| Breidenstein, Stadt       | 1832–1848 1852–1932 1933–1974 | Biedenkopf        | Marburg-Biedenkopf  | am 8. September 1953 zur Stadt erhoben |
| Bromskirchen              | 1832–1848 1852–1932           | Bromskirchen      | Waldeck-Frankenberg |                                        |
| Buchenau                  | 1832–1848 1852–1932 1933–1974 | Dautphetal        | Marburg-Biedenkopf  |                                        |
| Damshausen                | 1832–1848 1852–1932 1933–1974 | Dautphetal        | Marburg-Biedenkopf  |                                        |
| Dautphe                   | 1832–1848 1852–1932 1933–1974 | Dautphetal        | Marburg-Biedenkopf  |                                        |
| Dernbach                  | 1832–1848 1852–1932 1933–1974 | Bad Endbach       | Marburg-Biedenkopf  |                                        |
| Dexbach                   | 1832–1848 1852–1932 1933–1971 | Biedenkopf        | Marburg-Biedenkopf  |                                        |
| Diedenshausen             | 1832–1848 1852–1932 1933–1974 | Gladenbach        | Marburg-Biedenkopf  |                                        |
| Dodenau                   | 1832–1848 1852–1932           | Battenberg (Eder) | Waldeck-Frankenberg |                                        |
| Eckelshausen              | 1832–1848 1852–1932 1933–1971 | Biedenkopf        | Marburg-Biedenkopf  |                                        |
| Eifa                      | 1832–1848 1852–1932           | Hatzfeld (Eder)   | Waldeck-Frankenberg |                                        |
| Elmshausen                | 1832–1848 1852–1932 1933–1974 | Dautphetal        | Marburg-Biedenkopf  |                                        |
| Endbach                   | 1832–1848 1852–1932 1933–1974 | Bad Endbach       | Marburg-Biedenkopf  |                                        |
| Engelbach                 | 1832–1848 1852–1932 1933–1971 | Biedenkopf        | Marburg-Biedenkopf  |                                        |
| Erdhausen                 | 1832–1848 1852–1932 1933–1974 | Gladenbach        | Marburg-Biedenkopf  |                                        |
| Fellingshausen            | 1867–1932                     | Biebertal         | Gießen              |                                        |
| Frankenbach               | 1867–1932                     | Biebertal         | Gießen              |                                        |
| Frechenhausen             | 1832–1848 1852–1932 1933–1972 | Angelburg         | Marburg-Biedenkopf  |                                        |
| Friebertshausen           | 1832–1848 1852–1932 1933–1974 | Gladenbach        | Marburg-Biedenkopf  |                                        |
| Friedensdorf              | 1832–1848 1852–1932 1933–1974 | Dautphetal        | Marburg-Biedenkopf  |                                        |
| Frohnhausen b. Battenberg | 1832–1848 1852–1932           | Battenberg (Eder) | Waldeck-Frankenberg |                                        |
| Frohnhausen b. Gladenbach | 1832–1848 1852–1932 1933–1974 | Gladenbach        | Marburg-Biedenkopf  |                                        |
| Gladenbach, Stadt         | 1832–1848 1852–1932 1933–1974 | Gladenbach        | Marburg-Biedenkopf  |                                        |
| Gönnern                   | 1832–1848 1852–1932 1933–1974 | Angelburg         | Marburg-Biedenkopf  |                                        |
| Günterod                  | 1832–1848 1852–1932 1933–1972 | Bad Endbach       | Marburg-Biedenkopf  |                                        |
| Hartenrod                 | 1832–1848 1852–1932 1933–1974 | Bad Endbach       | Marburg-Biedenkopf  |                                        |
| Hatzfeld, Stadt           | 1832–1848 1852–1932           | Hatzfeld (Eder)   | Waldeck-Frankenberg |                                        |
| Hermannstein              | 1867–1932                     | Wetzlar           | Lahn-Dill-Kreis     |                                        |
| Herzhausen                | 1832–1848 1852–1932 1933–1974 | Dautphetal        | Marburg-Biedenkopf  |                                        |
| Holzhausen b. Battenberg  | 1832–1848 1852–1932           | Hatzfeld (Eder)   | Waldeck-Frankenberg |                                        |
| Holzhausen b. Gladenbach  | 1832–1848 1852–1932 1933–1974 | Dautphetal        | Marburg-Biedenkopf  |                                        |
| Hommertshausen            | 1832–1848 1852–1932 1933–1974 | Dautphetal        | Marburg-Biedenkopf  |                                        |
| Hülshof                   | 1832–1848 1852–1932 1933–1974 | Bad Endbach       | Marburg-Biedenkopf  |                                        |
| Katzenbach                | 1832–1848 1852–1932 1933–1971 | Biedenkopf        | Marburg-Biedenkopf  |                                        |
| Kehlnbach                 | 1832–1848 1852–1932 1933–1974 | Gladenbach        | Marburg-Biedenkopf  |                                        |
| Kleingladenbach           | 1832–1848 1852–1932 1933–1971 | Breidenbach       | Marburg-Biedenkopf  |                                        |
| Kombach                   | 1832–1848 1852–1932 1933–1971 | Biedenkopf        | Marburg-Biedenkopf  |                                        |
| Königsberg                | 1867–1932                     | Biebertal         | Gießen              |                                        |
| Krumbach                  | 1867–1932                     | Biebertal         | Gießen              |                                        |
| Laisa                     | 1832–1848 1852–1932           | Battenberg (Eder) | Waldeck-Frankenberg |                                        |
| Lixfeld                   | 1832–1848 1852–1932 1933–1972 | Angelburg         | Marburg-Biedenkopf  |                                        |
| Mornshausen a. D.         | 1832–1848 1852–1932 1933–1974 | Dautphetal        | Marburg-Biedenkopf  |                                        |
| Mornshausen a. S.         | 1832–1848 1852–1932 1933–1974 | Gladenbach        | Marburg-Biedenkopf  |                                        |
| Naunheim                  | 1867–1932                     | Wetzlar           | Lahn-Dill-Kreis     |                                        |
| Niederdieten              | 1832–1848 1852–1932 1933–1974 | Breidenbach       | Marburg-Biedenkopf  |                                        |
| Niedereisenhausen         | 1832–1848 1852–1932 1933–1972 | Steffenberg       | Marburg-Biedenkopf  |                                        |
| Niederhörlen              | 1832–1848 1852–1932 1933–1972 | Steffenberg       | Marburg-Biedenkopf  |                                        |
| Niederweidbach            | 1832–1848 1852–1932 1933–1974 | Bischoffen        | Lahn-Dill-Kreis     |                                        |
| Oberasphe                 | 1832–1848 1852–1932           | Münchhausen       | Marburg-Biedenkopf  |                                        |
| Oberdieten                | 1832–1848 1852–1932 1933–1974 | Breidenbach       | Marburg-Biedenkopf  |                                        |
| Obereisenhausen           | 1832–1848 1852–1932 1933–1972 | Steffenberg       | Marburg-Biedenkopf  |                                        |
| Oberhörlen                | 1832–1848 1852–1932 1933–1972 | Steffenberg       | Marburg-Biedenkopf  |                                        |
| Oberweidbach              | 1832–1848 1852–1932 1933–1974 | Bischoffen        | Lahn-Dill-Kreis     |                                        |
| Quotshausen               | 1832–1848 1852–1932 1933–1974 | Steffenberg       | Marburg-Biedenkopf  |                                        |
| Rachelshausen             | 1832–1848 1852–1932 1933–1974 | Gladenbach        | Marburg-Biedenkopf  |                                        |
| Reddighausen              | 1832–1848 1852–1932           | Hatzfeld (Eder)   | Waldeck-Frankenberg |                                        |
| Rennertehausen            | 1832–1848 1852–1932           | Allendorf (Eder)  | Waldeck-Frankenberg |                                        |
| Rodheim-Bieber            | 1867–1932                     | Biebertal         | Gießen              | hieß bis 1954 Rodheim an der Bieber    |
| Römershausen              | 1832–1848 1852–1932 1933–1974 | Gladenbach        | Marburg-Biedenkopf  |                                        |
| Roßbach                   | 1832–1848 1852–1932 1933–1974 | Bischoffen        | Lahn-Dill-Kreis     |                                        |
| Roth                      | 1832–1848 1852–1932 1933–1974 | Eschenburg        | Lahn-Dill-Kreis     |                                        |
| Rüchenbach                | 1832–1848 1852–1932 1933–1974 | Gladenbach        | Marburg-Biedenkopf  |                                        |
| Runzhausen                | 1832–1848 1852–1932 1933–1972 | Gladenbach        | Marburg-Biedenkopf  |                                        |
| Schlierbach               | 1832–1848 1852–1932 1933–1971 | Bad Endbach       | Marburg-Biedenkopf  |                                        |
| Silberg                   | 1832–1848 1852–1932 1933–1974 | Dautphetal        | Marburg-Biedenkopf  |                                        |
| Simmersbach               | 1832–1848 1852–1932 1933–1974 | Eschenburg        | Lahn-Dill-Kreis     |                                        |
| Sinkershausen             | 1832–1848 1852–1932 1933–1974 | Gladenbach        | Marburg-Biedenkopf  |                                        |
| Steffenberg               | 1972–1974                     | Steffenberg       | Marburg-Biedenkopf  | am 1. April 1972 neugebildet           |
| Steinperf                 | 1832–1848 1852–1932 1933–1974 | Steffenberg       | Marburg-Biedenkopf  |                                        |
| Waldgirmes                | 1867–1932                     | Lahnau            | Lahn-Dill-Kreis     |                                        |
| Wallau                    | 1832–1848 1852–1932 1933–1974 | Biedenkopf        | Marburg-Biedenkopf  |                                        |
| Weidenhausen              | 1832–1848 1852–1932 1933–1974 | Gladenbach        | Marburg-Biedenkopf  |                                        |
| Weifenbach                | 1832–1848 1852–1932 1933–1971 | Biedenkopf        | Marburg-Biedenkopf  |                                        |
| Wiesenbach                | 1832–1848 1852–1932 1933–1974 | Breidenbach       | Marburg-Biedenkopf  |                                        |
| Wilsbach                  | 1832–1848 1852–1932 1933–1974 | Bischoffen        | Lahn-Dill-Kreis     |                                        |
| Wolfgruben                | 1832–1848 1852–1932 1933–1974 | Dautphetal        | Marburg-Biedenkopf  |                                        |
| Wolzhausen                | 1832–1848 1852–1932 1933–1974 | Breidenbach       | Marburg-Biedenkopf  |                                        |
| Wommelshausen             | 1832–1848 1852–1932 1933–1971 | Bad Endbach       | Marburg-Biedenkopf  |                                        |

## Kfz-Kennzeichen
Am 1. Juli 1956 wurde dem Landkreis bei der Einführung der bis heute gültigen Kfz-Kennzeichen das Unterscheidungszeichen BID zugewiesen. Es wurde bis zum 30. Juni 1974 ausgegeben. Seit dem 2. Januar 2013 ist es erneut im Landkreis Marburg-Biedenkopf erhältlich.